# Michael Kamen
Michael Kamen (ur. 15 kwietnia 1948 w Nowym Jorku, zm. 18 listopada 2003 w Londynie) – amerykański kompozytor (głównie muzyka filmowa), aranżer, dyrygent, autor piosenek i muzyk sesyjny.

## Początki
Urodził się w Nowym Jorku jako drugi syn Saula Kamena – dentysty żydowskiego pochodzenia o lewicowych poglądach i jego żony nauczycielki. Uczył się w Wyższej Szkole Muzyczno-Plastycznej w Nowym Jorku oraz w Juilliard School muzyki tanecznej i dramatycznej. Będąc w liceum, poznał i zaprzyjaźnił się z Martinem Fultermanem, później znanym jako Mark Snow – późniejszym twórcą muzyki do Z Archiwum X. Był także kolegą z ławki i przyjacielem Janis Ian. Gdy uczył się gry na oboju, razem z Markiem Snowem i Dorianem Rudnytsky’m założył zespół rockowy The New York Rock and Roll Ensemble. Było to na pierwszym koncercie młodych ludzi Leonarda Bernsteina z Nowojorską Filharmonią. Snow także do niej należał. Zespół zagrał muzykę rockową, a jego członkowie byli ubrani w smokingi. W połowie koncertu Martin i Michael zagrali duet na obój. Grupa wspierała także Janis Ian na koncercie w Alice Tully Hall in the Fall w 1968 roku.

## Wczesne prace
Pierwsze prace Kamena skupiały się na balecie, kiedy ruszył do Hollywood pisząc muzykę do filmu Arabski spisek w 1976 roku. Wtedy też podjął współpracę z Pink Floyd, pisząc aranżacje popowe i rockowe do płyty The Wall. Jednej z ich piosenek Sing Lady Sing zmieniono tytuł na Them Changes i stała się hitem śpiewanym przez Buddy’ego Milesa.

## Kariera w muzyce rozrywkowej
Kamen stał się bardzo rozchwytywany przez wykonawców muzyki pop i rock. W Wielkiej Brytanii należał do silnej, lecz małej grupy, bardzo dobrych aranżerów, którzy tworzyli dla znanych artystów. Jego rówieśnikami na tym polu byli Anne Dudley, Richard Niles i Nick Ingram. Sukcesem była współpraca z Pink Floyd, Davidem Gilmourem, Rogerem Watersem (Kamen był jednym z niewielu ludzi, którzy pisali aranżacje dla obu liderów Pink Floyd, po rozpadzie grupy), a także z Queen (aranżacja utworu Who Wants to Live Forever), Erikiem Claptonem, Rogerem Daltreyem, Aerosmith, Tomem Pettym, Davidem Bowiem, Bryanem Ferrym, Eurythmics, Queensrÿche, Rush, Metallica, Def Leppard, Herbiem Hancockiem, The Cranberries, Bryanem Adamsem, Jimem Crocem, Stingiem i Kate Bush. Dla Bush, Kamen dodał partie orkiestrowe  do piosenki Moments of Pleasure z płyty Red Shoes, budując go głównie na prostym fortepianowym motywie. W tym i innych przypadkach Kamen osobiście dyrygował orkiestrą podczas nagrania. W 1984 roku, Kamen podobnym sposobem uczestniczył przy realizacji utworu Eurythmics Here Comes the Rain Again. Ten utwór rozwinął jego umiejętność jako aranżera. Pięć lat później napisał muzykę do filmu Za królową i ojczyznę
W 1990 roku Kamen był jednym z wielu gości zaproszonych na duże widowisko tworzonym przez Rogera Watersa The Wall w Berlinie i dyrygował National Philharmonic Orchestra podczas sesji 24 Nights Erica Claptona.
Lenny Kravitz nagrał cover otworu Fields of Joy, który Kamen napisał wraz z Halem Fredricksem.
W 2002 roku dyrygował smyczkami podczas koncertu ku pamięci George’a Harrisona.
Był współautorem piosenki Bryana Adamsa „(Everything I Do) I Do it For You”, która pojawiła się w filmie Robin Hood: Książę złodziei i stała się międzynarodowym przebojem.

## Inne prace
Kamen napisał 11 baletów, koncert na saksofon i koncert na gitarę (z Japończykiem Tomoyasu Hotei jako solistą). Również stworzył muzykę do filmów: Martwa strefa, Za królową i ojczyznę, Polyester, Brazil, Osaczona, Przygody barona Munchausena, Nieśmiertelny, X-Men, Robin Hood: Książę złodziei, Licencja na zabijanie, Symfonia życia, Stalowy gigant, Awantura o spadek, Częstotliwość, Ukryty wymiar i serii Zabójcza broń i Szklana pułapka. Do dziś uwertura z Robin Hooda jest używana przez firmy Morgan Creek Production i Walt Disney Studios jako temat rozpoznawczy, natomiast New Line Cinema używa do tego fragmentu zaczynającego film Nieśmiertelny. Kamen napisał muzykę do seriali Z Ziemi na Księżyc i Kompania braci. W zwiastunie do filmu WALL·E słychać fragment muzyki z filmu Brazil.
Najbardziej znana jego praca dla telewizji to muzyka z serialu Na krawędzi mroku napisana wspólnie z Erikiem Claptonem. Obaj zostali za to nagrodzeni BAFTA.

## Ostatnie lata
Komponować zaczął w roku 1974. Stworzył muzykę do ponad 80 filmów. Do Oscara i Złotego Globu była nominowana piosenka z filmu „Don Juan DeMarco” („Have You Ever Really Loved a Woman”). Nagrodę Grammy otrzymała także piosenka Everything I Do (I Do It For You) (z filmu „Robin Hood: Książę Złodziei”), obie w wykonaniu Bryana Adamsa. Kamen współpracował też z takimi zespołami jak Pink Floyd, Queen, Metallica, Aerosmith, Queensrÿche czy Rush, a także pracował z Kate Bush w pracy, nad jej albumem Aerial.
Zmarł w 2003 roku na zawał serca.
Prowadził Orkiestrę Symfoniczną z San Francisco podczas nagrywania płyty S&M zespołu Metallica.
Michaelowi Kamenowi poświęcono film „Prezydencka córka”.